# Om guder og mænd
Om Guder og Mænd er en fransk film, der havde dansk biografpremiere 7. april 2011.

## Synopsis
Filmen handler om en gruppe katolske munke, der under 1990'ernes algierske borgerkrig
pludselig står i en situation, hvor de skal vælge imellem at blive boende i det kloster, hvor de i mange år, har levet i fred med deres muslimske naboer, eller om de skal flygte fra den vold, som islamistiske ekstremister truer dem med.

## Medvirkende
- Lambert Wilson, Christian
- Michael Lonsdale, Luc
- Olivier Rabourdin, Christophe
- Philippe Laudenbach, Célestin
- Jacques Herlin, Amédée
- Loïc Pichon, Jean-Pierre
- Xavier Maly, Michel
- Jean-Marie Frin, Paul
- Abdelhafid Metalsi, Nouredine
- Sabrina Ouazani, Rabbia
- Abdellah Moundy, Omar
- Olivier Perrier, Bruno
- Farid Larbi, Ali Fayattia
- Adel Bencherif, Terroristen
- Benhaïssa Ahouari, Sidi Larbi

## Priser
- Cannes filmfestival 2010
  - Grand Prix
  - Den økumeniske jury's pris
  - Prix de l'Éducation nationale[1]
- César 2011
  - Bedste film
  - Bedste mandlige birolle (Michael Lonsdale)
  - Bedste fotografering (Caroline Champetier)
- Palm Springs International Film Festival, FIPRESCI-prisen 2011 for "Bedste udenlandske film"[2]
- National Board of Review of Motion Pictures, Prisen for bedste udenlandske film[3].
- Téléramas læserpris for bedste film 2010[4]
- Prix Lumière for bedste film [5]
- Trophée du Film Français, Trophée du duo cinéma de l'année [6]
- Étoiles d'or du cinéma français (Académie de la presse du cinéma français) : Prisen for bedste film 2010.